# 先天盲からの回復
先天盲からの回復（せんてんもうからのかいふく、英: recovery from blindness）は、先天的または早期の障害により視覚経験の記憶をもたず生育した人が、外科手術などの方法で視力を得た後の視覚回復過程を指す。17世紀後半にモリヌークス問題という知覚・認識と経験に関する問いを当時の高名な哲学者たちが論じたことで先天盲からの視覚回復に関心が集まった。その後、眼科医による先天盲開眼者の症例報告が増えていくにつれ、17世紀から18世紀の認識論の哲学的思考実験から実証的・経験科学的な認知論に展開し、メタアナリシス的手法や術前術後の実験心理学的な観察報告・リハビリ実践の中で研究が重ねられ、さらに眼の人工臓器やブレイン・マシン・インタフェースといった分野での視知覚回復の研究も拡がっている。

## 開眼術の歴史

### 古代 - 近代
先天盲（誕生時から、あるいは乳幼児の頃に失明して、ものを見た記憶がないか、失われた状態）の中で、白内障に関しては古代から外科的治療の行われていたことが知られている。古代インドの医学アーユルヴェーダでは、水晶体を切開して中の白濁した粘液を外に流出させる方法をとっていた。ローマ帝国には白内障手術の専業者もいた。
古代アーユルヴェーダで行われていた白濁粘液流出法は西洋には伝播しておらず、ジョン・ロックがモリヌークス問題を提出した当時の西洋医学は、眼の両端から針を差し込んで濁った水晶体を眼球奥下に堕とす墜下法が伝統的に安定した術式として行われていた。モリヌークス問題が知覚・認識と経験との関連を問う思考実験として盛んに論じられた18世紀中頃、フランスで水晶体内部の白濁部分のみを外に流出させる方法が術式として登場し、19世紀に入ると主流となった。19世紀半ばにヘルムホルツが検眼鏡を開発(1851年)、眼病の構造的解明に寄与し、近代眼科学最高の眼科医と言われるベルリンのアルブレヒト・フォン・グレーフェが白内障線状摘出術のほかに緑内障に関する虹彩切除術の開発などを行った。これにより白内障以外の開眼手術の道が開いた。
外科手術において痛みの問題は患者にとって、また医師にとっても手術を安全確実に進めるためには大きな障害である。古代インド医学では「患者を励まし、眼を人乳で潤し,痛みを起こさせぬように刃で眼球を掻爬する」とあるがこの文面からは、人乳になんらかの鎮痛効果を認めて使用したという意味なのかどうか判然としない。伝統的なギリシア医療（アスクレピオス神殿医学）ではネベンテという薬によって無痛手術を行い、ヒッポクラテス一派やローマ時代の医師は麻薬（阿片、ヒヨス、マンダラゲなど）を使ったといわれる。
近代医学で発見されたエーテルやクロロホルムは当時安全性に問題があり効き目が現れるまでに時間がかかるので、短時間で手術が済む眼科領域ではほとんど使われなかったが、1884年にウィーンの眼科医カール・コラーが、コカインを使った眼の表面麻酔を発見した。
同じ1884年にアルフレッド・グレーフェ（アルブレヒト・フォン・グレーフェのいとこ）が、あまりうまくいっていなかったジョゼフ・リスターのフェノール消毒に代わってアルコールを器械消毒に使い、かつ眼の周囲の皮膚や結膜内部を昇汞水でよく洗って消毒すると化膿が少ないことを発表した。1884年の眼科手術での麻酔・消毒に関する2大発見により白内障手術の成績は飛躍的に向上した。

### 近現代 - 現代
白内障
眼内レンズができるまで白内障の手術は、水晶体内の白濁化が進んで硬くなってはじめて手術で取り出すのが基本だった。柔らかいと取り残しが生じるからである。取り出した後は厚みを失った水晶体を補うため度の強いメガネが必須であった。
レンズの高度な製法技術はすでに存在していたが、それを眼球内部に入れても支障のないことをイギリスのリドレーが発見し、風防ガラスと同じ素材（ポリメチルメタクリレート: PMMA）を使って1949年に初の眼内レンズ手術を行った（眼内レンズ#歴史参照）。
白内障を超音波で粉砕し吸い取る器機はアメリカの医師チャールズ・ケルマンが1965年に初めて臨床で使い、共同開発した技術者アントン・バンコ (Anton Banko) とともに1967年に特許を取得した。術式としては、ケルマンの元で学んだカナダのハワード・ギンベルの水晶体の核を十文字の溝で4分割し順に乳化吸引する「ディバイド・アンド・コンカー」法を1984年頃開発し、日本の赤星隆幸は1998年にプレチョップ（特殊なピンセット）と超音波を併用して溝を掘らずに水晶体（フェイコ）を細かく砕いて吸引する「フェイコ・プレチョップ法」（単に「プレチョップ法」ともいう）を発表してハワード・ギンベルから「赤星の術法のほうがいい」とカナダに招聘され公開手術を行った。
現代ではレーザーを使った手術も行われている。また、眼内レンズのかわりに柔軟性のあるシリコンポリマーを注入して水晶体を人工的に再生する手技の研究も行われている。
緑内障
1884年のアルフレッド・グレーフェによる虹彩切除術を基本的には踏襲しつつ改良と発展が続けられている。
角膜移植
1928年に当時ソビエト連邦のフィラトフ (ru) が死者からの角膜移植について報告し、以後世界各地でアイバンクが設立された。

### 今後
- 人工角膜は研究が進み治験も行われているが[20]、一般的な臨床応用段階には至っていない[21]。
- 遺伝子治療、薬剤による進行遅延・阻止、人工臓器(角膜、網膜、眼内レンズなど）、角膜再生(再生医療)、などが研究・治験などそれぞれのレベルで今後の進展を期待されている。[22]

## 症例研究

### 歴史
古代から眼病の症例記述はあるが、手術法の記述が主で予後について記述がないか、あるいは術後の処置の説明で簡単に触れられる程度である。モリヌークス問題が哲学者の間で盛んに取り上げられていた時期にはイギリスの医師チェゼルデンなどが開眼手術の報告を始めていた。M・フォン・ゼンデンが11世紀以後の文献（チェゼルデンを含む）から66例を集めて1932年に出版した。その後の症例研究としてはリチャード・L・グレゴリー (Richard Langton Gregory)、アルベルト・ヴァルヴォ (Alberto Volvo) の論文や、医学エッセイの形式で発表されたオリヴァー・サックスの『「見えて」いても「見えない」』などがある。日本ではゼンデンより前に元良勇次郎・松本孝次郎（1896年）、黒田亮（1930年）らが症例研究を発表していたが日本語であったため海外には知られなかった。後世代の鳥居修晃・望月登志子による開眼研究は英語論文によって海外へも発信されている。

近年にはGiulia Dormalらによる人工角膜移植後の回復状態を磁気イメージングを使って追跡研究した報告などがある。

### 動物実験
1930年代から動物を使った「視覚刺激遮断実験」によって、視知覚障害を実験的に再現する研究が始まった。医学現場ではなしえない対象への実験的操作や制限条件の付加などを行うためである。例えばリーゼン (A.H.Riesen) は1947年に、生誕直後のチンパンジーを1年4か月暗室の「視覚刺激遮断」条件下で育てた後、定期的に外光下に連れだし観察・実験を行った。21か月めには一匹を室内照明下に置いて暗室に戻さず、比較観察した。通常飼育されたチンパンジーと比較しても光反応行動に特に異常はなかったが、視覚機能的には眼球振盪、固視や移動する光源の追視に困難が認められた。総じてこれらのチンパンジーが通常の視覚反応を示すようになる過程において先天盲の回復過程と共通する点があることから、視知覚は学習によって獲得されるとリーゼンは推論した。 現在でも脳機能障害による盲視や、脳の視覚領域の特定などにおいて動物を使った実験研究の論文は多数報告されている。

## 回復過程

### 保有視覚
症例研究において手術前の患者の視覚状態を知ることは回復の程度を測るために必要である。
M・V・ゼンデンは、患者の手術前の視覚状態を保有視覚（または残存視覚、Restsehen）と名づけ、患者の保有視覚を3段階に分類した。明暗だけを感じ、色や形はわからない状態を第1群とし、これに光が来る方向がわかるものを含めた。第2群は、いくつかの色が判り、第3群は、2次元の形がぼんやりわかるときがある、というものである。鳥居修晃はゼンデンの3分類のみでは十分ではないとし、より細分化した分類を提案している。
(『先天盲開眼者の視覚世界』p.61図:2-1&図:2-2.一部改変)
こういった手術前の視覚状態（保有視覚・残存視覚）は術後の回復過程と関連するとゼンデンや鳥居は指摘している。

### 開眼直後
開眼後に起き得る問題
#動物実験節にもある通り開眼初期には、眼球振盪のため固視ができなかったり追視ができないケースがある。原田政美は「中心固視の機能が形成されていない状態」とし、ゼンデンは、失明期間に眼の中に入る光の量が極度に少なかったことにより、錐体細胞（明所視・色彩視）の密度が高い中心窩周辺（黄斑部）に比べその外側の網膜機能が衰退して視野が狭くなっているとした。
開眼直後の視覚状態
保有視覚I群、II群の先天盲被術者が開眼直後にものの形を見分けた例はないに等しい。特に明暗（光覚弁-明と暗の違いの感知）のみのI群では開眼直後は「光がまぶしい」「明るすぎて目がくらむようだ」「光が目に張りついているような感じ」といった報告しかない。ゼンデンはこういった状態を「単なる光受容の段階」あるいは「純粋視覚の段階」とした。
開眼以後、適切な指導や学習課題の設定がないか失敗すると、手術が成功して眼が開いても「盲人の生活に戻ってしまう」 (D.O.Hebb,1949) という事態が起きる (Ackroyd et ai.,1974; Senden,1932) ことも指摘されている。こういった事態では開眼者の心理学的ファクターも考察の対象となる。

### 色覚
色認知ではI群とII群で反応に違いのあることが報告されている。第I群（明暗弁のみ）では前述のように「まぶしい」という反応が主であるのに対し、術前ほんの少しであっても色の判別をできた第II群では「色が今までに経験ないほど鮮やかに感じた」という報告がある。
ゼンデンは、術前に色知覚がなかった第I群であっても開眼後は色に関心が早くからあらわれ、色と色名を対応させる学習も容易であったと述べ、「手術後の視覚学習の過程で, 形を認知し得るまでに至らなかった開眼者は決して少なくないが, 色についてそれが困難だった開眼者は, 一人も見あたらない」と記している。「開眼後の初期には「色」の視知覚が「形」より早いという例を多数集めたゼンデンの本は、脳神経学の基本法則ともいえるヘッブ則を見出したカナダの神経心理学者ドナルド・ヘッブにも深い影響を与えた。
鳥居修晃は、先天盲開眼者の色知覚獲得過程は以下の3つの段階を経て進展するとしている。
色名の習得 → 2色の間の弁別 → 数種の「色」の識別
鳥居の観察例（生後10ヶ月で両眼失明、12歳で右目の虹彩切除手術）では、単独で色を認知してそれぞれの色名を言えるようになったとしても、2つの色を並べて弁別できるようになるにはさらに一定の学習時期を要し、色カードを3枚にすると「3つになるとどれがどれかわからなくなる」と述べたという。同被験者は、1年4ヶ月くらいで10数種類の色名を認識するに至ったが、黄色の同定には2年1ヶ月を要し、その時オレンジはまだ同定に至っていなかった。

### 形
形の識別は色覚よりはるかに遅れて起きるか、時に識別に至らないケースもある（#色覚）。「光がまぶしい」だけの段階を過ぎると、光の中に斑点のようなものを識別できるようになるが「光と影のアンサンブルがあるばかりで」「その意味を理解することができなかった」という複数の証言から Albert Valvo は「光と影が交錯するだけの時期」を想定している。
形の認知はまず地と図の弁別から始まり、2次元の形の弁別、立体の識別へと進むが、最初の地と図の文化から二次元の図形認知に至る間に、鳥居修晃は4つの段階を措定している。 (下図：相場覚・鳥居修晃『改訂版 知覚心理学』図7-6 一部改変"2D"→"2次元")
| 図と地の分化 |               |                     |                         |                         | 2次元「形」 弁別 | 2次元「形」 識別 |
|              | 図領域の 定位 | 図領域の 大小・長短 | 図領域の 延長方向(傾き) | 辺の方向と 方向変化(角) |                  |                  |

#### 図領域の定位
「形」の弁別に際して初期段階では開眼者は、全体を「ひと目」で見渡すということができず、白い台紙に貼られた黒い図形に顔を近づけて、図形の縁に沿ってたどるような行動を示したりする。特定箇所に焦点を合わようとすると、「ほかの部分が眼にはいってこない」ため、有色図形領域と白地の境界を触覚認知でそうするようになぞることで把握しようとするともいえる（鳥居修晃はこれを「触－運動的な探索」と呼んでいる）。地と図の識別が必要な課題が提出されると、開眼者が慣れない視覚より慣れ親しんだ触覚を使って図の領域を探り当てようとすることは少なくない。
図領域の大小・長短（実例）
色認知課題を与えられた開眼者（I群）が、台紙に貼られた色見本の位置を知るため台紙の上を触って縁を探すといった状態から台紙または頭を動かすことによって色領域を探し当てられるようになると、課題提出者(鳥居・望月）は開眼者の視覚回復過程に対する観察経験をもとにして直ちに図形認識課題へ進まず、大きさの異なるふたつの色円の弁別を求めるという方法を取った（図領域の大小の弁別,1974年10月）。  このとき開眼者は対象の大小比較に関しても「台紙そのもの,または自分の頭部を左右に動かす」ことで図領域を探り、大小の弁別には「小さいほうは見にくい」「アカとはっきり分かるほうが大きい. 小さいほうはアカかなあという感じではっきりしない」という標識で大小を区別した。
図領域の延長方向（傾き）（実例）
大小の弁別が可能になった同じ開眼者に「水平（タテ長図形）-垂直（ヨコ長図形）」の弁別課題。  最初は戸惑っていた開眼者も3回目の実施(1974年11月)では、台紙を手で左右に動かし、「(アカが)いつまでも見えれば, ヨコ, すぐなくなれば, タテ」という指標をみいだしたが。さらに実験者たちが「上下」の探索も付加することを助言したところ5回中4回の成功をみせ、その後日常生活でも「電柱のように大きいものであれば、タテに立っている」ことを眼だけで認識できるようになったと実験者に報告した。その後同開眼者は、図形部分だけではなく台紙の白地部分にも視線の探索を拡げるようになり、最終的に「右上斜め」「左上斜め」(傾けた図形)も弁別できるに至った。
2次元図形の弁別（実例）
同開眼者は方向・傾きの弁別ができるようになった段階で、「形」(円と三角)の弁別課題に進んだ。ここでも開眼者は前節と同じように左右上下に頭を動かしたり台紙を動かしたりする探索行動をとった。事前に対象図形の縁を触って弁別させておくという過程が設定され、被験者は三角形図形の縁を触って「上の角が細い」斜辺を「ヨコは斜め」底辺を「下はまっすぐ」、円については「上は(*三角形に比べて)あまり小さくなく」「真中で拡がって」「下はまっすぐではない」とし、次に図形を水平に頭部をゆっくり動かしながら「ひろがり」を探索し、触-運動的に認知したひろがりの違いを見いだして最初の初施日の弁別はチャンスレベル（偶然の確率-ここでは一致するかしないかの二者択一なので50%）を上回ったが、2回目の施行日には半分しか成功しなかった。鳥居・望月たちは被験者の探索操作の高次化のため図形を変えた。
(3×13cm) (3×直径13cm) この図形の弁別には左右だけではなく上下の領域探索がないと弁別はかなり困難となる。
この弁別実験で[対応数/試行数]が8/9の結果を得て、三角と円の弁別テストに戻るとすべて弁別した。被験者は「円の滑らかな感じがつかめてきた. 三角では底辺のところを見て、ときどき上を見るようになった」と実験者たちに告げた。
続く正三角形と正方形の弁別テストではまた対応率(求められた課題-ここでは「2種の形の弁別」-に対する正しい対応づけ成功の百分比率)は半減した（1975年1月9日実施）。
  ここでは、実験者たちは被験者が「（正三角形では）頂点を見極めることが難しい」「三角形の横の大きさ(横幅)は途中で正方形の横(幅)と差がなくなる. 一番下(各図形の下辺)は三角形のほうが大きいけれど…」と理由を説明したのをうけ、底辺を大きくした正方形と元の三角形とのペアで識別テストを行うと「三角は頂点の辺りに赤が少ないということが分かってきた」、元のペアに戻すと「四角のほうが赤が大きくて, パッとするから分かる」と識別力が高まり、小さくした四角形と三角形のペアでも弁別の確率(対応率)が100%を示すに至り、一週間後(1975年1月16日)のテストでも安定して100%の対応率を示した。
しかし四角形と円の識別は困難な課題で、一ヵ月たっても対応率はチャンスレベル(50%)を越えなかった(1975年1月30日-3月4日以前)。
1975年3月4日のテストで実験者らは、偶然の思いつきから台紙の中央を図の形に切り抜いた厚紙の「窓図形」を作成した。被験者から、ずっと見やすい、「光を頼りにした方が形がわかりやすい」（触覚的確認でも）「窓から指を出して形を確認しやすい」と評価を受け、次のテスト(3月13日)から窓図形を使った実験が始められた。「窓」は観察者にとっても被験者の眼の動きを直接見ることを容易にする利点があった。

初期(3月13日-4月11日)、被験者は従来どおり上下左右に台紙もしくは頭を動かす探索行動をとっていたがその範囲が「窓」の周囲に集中してきたことを実験者らは観察した。被験者は「正方形は上の横線と2つのカドを見ようとした. 何となく分かるという程度. 円も上の横幅を見た. その一番上は正方形より横幅が小さい」と言語報告している。弁別の対応率はまだチャンスレベルに到達しなかったが、一ヵ月過ぎて被験者は、意図的に眼球だけを動かそうと試み始めた。
中期(4月17日-5月16日)には対応率がチャンスレベルを越えて66.7%になったが、「形を頭の中に描くことが難しい」と言っている。「ずっと見続けて、形を記憶しておく」努力を自主的に試みていたが「(眼が勝手に)くるっと動いて, いうことをきかない…じっとしていなくて」「（正方形の）カドがはっきりしない. まるく見えたりする」と嘆じた。
3ヵ月を過ぎると「窓」の隅に向かって眼を動かす様子がすこしずつ観察され、後期(5月23日-6月4日)には弁別率が81.3%に上がったが被験者は「マルやシカク」には自信がなく「確信がつくまで時間がかかる」と言っている。眼球の不規則な動揺を伴いつつも、眼を動かすことがある程度できるようになるまでには時間を要した。
上の“窓を見る被験者の再構成画”のオリジナル写真は、一年後(1976年8月23日)であるが被験者は、「自分が決まった場所を見ることがまだよく分からない」と報告している。ただ観察者らによると、「左上,右下」といった指示に被験者は頭をほとんど動かさず眼だけを動かせるようになっていたという。
2次元図形の識別（実例）
単一の2次元図形の見分け(弁別)ができるようになると複合図形の識別に課題が進む。
(a)  (b)  (相場覚・鳥居修晃『改訂版 知覚心理学』図7-7 参照)
晴眼者の多くが「二つの円」と答えるであろう複合図形(a)を示すと開眼者は「左右に三日月があって真ん中に楕円」あるいは「中に小さな楕円,そのまわりに大きい楕円」と答えたりする。(b)を「菱形,四方に三角が四つ」と術後約1年目に答えた開眼者は、その10ヶ月後に「中に菱形があり、外側に左右を引っ込めた形」(*外側を、「四角」の左右部が三角形風に引っ込んだ形)と捉え、その2週間後、自分で図を90度回転させて観察し「2つの三角形」と答えた。 (被験者図示の模写)

### 立体の弁別・識別

#### ゼンデン報告
先天盲開眼研究の発端となったモリヌークス問題はもともと「立方体と球」を先天盲開眼者が視覚のみで識別できるかを問うものであった。それ以前に、両眼視が可能とみなされる開眼者のほとんどが、「立体である球」とそのシルエット(断面）である「平面の円」を最初は見分けられなかったとゼンデンは報告している。

#### 影の問題
| 同一画像を180°回転 |  | 同一画像を180°回転 |
| 同一画像を180°回転 |  |                    |

立体弁(識)別実験で明らかになったことは、提示課題のオブジェクトがテーブルに落とす影が開眼者たちの識別に影響を与え妨害することだった。触覚の世界には「影」も「陰」もないので、開眼者たちは影もオブジェの形の一部と見做してしまうのである。被験者のひとりは「どんな小さなものにも, 影があるのですね. 不思議ですね」と語った。実験者たちは、照明を工夫してできるだけテーブル上に対象立体の影が落ちないようにしなければならなかった。
晴眼者でも円と球の識別では「陰」を“手がかり”とする。触覚ではあきらかな凹凸も視覚では陰により判断することは「陰の錯視画」などでも明らかで（ただし生理学的、あるいは脳神経学的な仕組みが明白ということではない）、平面図形の認知と立体の認知、言い換えれば2次元と3次元では文字通り認知の「次元」が異なるのである。

#### 鳥居・望月報告
鳥居・望月が、4種の2次元図形を識別可能になっている開眼者の眼前の机に円錐と円柱を順番に置いて見せると、円錐については「何かあるのは分かるけれど, 眼では何かは分からない」と言い、円柱は(円柱を上方から眺め下ろして)「マル」と答えたのち手で触って「エントウ」と報告した。
実験終了後、立体に関して「眼で(そこに)あることは分かっても, 形までは分からない。マルやサンカクの区別より難しい」(太字は原著では傍点.以下当段では同様）と述べている。立方体と円柱を同時に並べて見せる実験でも「(立方体を)シカク」「(円柱を)マル」と答え、総体的に「シカク, マルは分かるけど, 高さはわからない……, 表面だけしかわからない」と述懐した。この被験者に限らず、大半の開眼者は、ほぼ真上の視点から机上の立体を見おろすかたちで見るため、円錐の場合には「(円錐先端の)トガッタトコロガ見エナイ」ということになる。これは、弁別活動の形成を目的とした当該実験試行数が重ねられるにつれて、対象の立体構造に応じて視点を変えるようになってくる。その結果「円柱は上が平らで, 真上から見ると円である」が「円錐は先がとがっている」「斜めから見ると, それが分かる」と報告するようになり、最終的に並んだ立体の弁別、数種の立体の識別が可能になる段階へ漸次移行すると鳥居・望月は記している。

### 事物の認知
保有視覚が第I群・第II群の状態で生まれてから10年前後(およびそれ以上)経過した先天盲者が、術前に触覚で十分知っていた日用品であっても開眼直後にそれを特定したケースは（術前に保有視覚を調べた例では）ない。 開眼前からある程度の形態知覚（たとえば目の前で手を振られると何かが動いているのを知覚できる「眼前手動弁」など）の保有視覚があったIII群であっても、術後ただちに目の前のものが何であるかを視覚だけで識別できることはない。事物の認知は、開眼術後も一般的な晴眼者に比べ低視力に留まる先天盲開眼者にとって日常生活をできるだけ支障なく送るため重要な到達課題である。

#### 実例
眼前手動弁のあったIII群の被験者は術後5ヵ月の間に受けたテストで14個の事物中4個を答えることができた。
“本”では「長方形の形の, 厚みのあるもの, へりのあるもの」といった属性によって識別し、“マッチ”は「四角いハコ, 色は赤, 厚さはある」と答えている。認知としては“ハコ”であり“マッチ”ではなく、事物(個物)として弁別したとはいえない。この点でこの課題設定は単なる立体認知よりクリアー条件の難度が高い。
同被験者の弟もほぼ同じ保有視覚であった。乾電池を示すと「色はキイロ, キン」「クロの文字のようなものがある」としたが何であるかは「眼ではわからない」と答え、触った後「電池」と認識した。「触ったあとでも(そしてそれが何か分かったあとでも), 眼では“電池”とは分からない」と言い、上部の端子に触れながら「こんなのは, 眼では見えないから」と理由を告げている。この時、同じ日に2人とも立体(円柱、円錐、立方体、三角錐)は、名称的に混乱しながらも弁別し得ていることからも、個物の3次元形態の認識は、立方体の認知とは別次元の課題であることがうかがえる。

#### 類（カテゴリー）と属性
立体認知で「球」や「立方体」を類（またはカテゴリー）として識別する（色や大きさが違っても同じ「球」「立方体」として認知する）経験を経た開眼者は、事物認知でさらに細分化した類（カテゴリー）の識別課題に進む。「球」という類(カテゴリー)の中(下位)には風船もあればボールもある(「事物認識」)。ボールの中にはピンポン玉もあれば野球ボールもある(「個別化」)。これらを弁別し識別するのは視力の低い開眼者にとって困難な課題であり、開眼者は低視力の中で得られるわずかな属性を手がかりに“事物名”を推測することになる。
開眼者にとって最初の属性は明るさ・色であり、まずそれを手がかりとして事物の特定に向かう。鳥居は「事物の識別に至る長い道程」のなかで開眼者が色(あるいは明暗)のみを手がかりに事物識別へ向かうレベルを<単一属性(色)抽出段階>とした。ここに2次元性が手がかりとして加わると<複数属性(大きさ、長さ、形)抽出段階>に進む。開眼者はこの段階に進むと、確実とはいえないまでもある程度事物識別の可能性がでてくる。 また第2の複合する手がかり「形」でなくとも、複数の手がかりによって開眼者は事物認知を試み、時に成果を得る。
(例)水たまり：識別課題を初めて一年半を経た開眼者の報告(原文傍点を太字で代行)「あるとき道端で, 青く、光っているのを見つけた. たぶん水溜りだろうとは思っが、ためしに足先を入れてみた. 冷たかった」「それでたぶん次には水溜りが見ただけで分かるようになった」
この例では、色と明るさの他に触覚的な冷温知覚を手がかりとして事物の識別活動を行ったのである。しかし彼女は地面に落ちているブルーシート片も水たまりと認知するかもしれないし、水たまりが濁っていたときにそれを視覚だけで水たまりとして識知できるだろうか。
鳥居はさらに「属性の重みづけ」が開眼者の事物識別の可能性を高め、最終的には「決めての属性抽出」を得るという識別への道程を考える。
視覚だけではなく触覚を加えれば先天盲開眼者の事物識別、個別識別はきわめて確実性が高くなることは研究者たちによって数々報告されている。
 たとえばボール類から個別にテニスボールとピンポン玉を識別するのに触覚を使えば、先天盲者は「ザラザラ」していることから「テニスボール」を、「ツルツル」していることから「ピンポン玉」を直ちに特定できる。それはザラザラ感とツルツル感の触覚経験と名称の結びつきによって養われたものである。視覚でそれに相当するような属性の抽出ができればそれが「決めての属性」となる。触覚によって得た事物の属性経験から得た概念を、異なる知覚様式である視覚によって抽出できるようになるには、同一物を視覚と触覚の両方で繰り返し経験する視覚経験をつみかさねる反復観察が、先天盲開眼者の事物認識の助けになることが19世紀末には報告されていた。
「触覚を通して熟知している物も初めは視覚だけでは識別することはできない. だが, 玩具(ボール, トランペットなど)を触りながら観察するように言うと、若干の練習ののち、少年(*先天性白内障の5歳の少年)は視覚だけで個々の対象(たとえば、トランペット)の名称を告げるようになった」(W.Uhtthoff,1897)。

トランペットは確かに独特の形、金色、光の反射など識別しやすい特徴がある。さらに被験者の少年は5歳で比較的失明期間が短く視覚神経も柔軟に発達する時期であり様々な好条件が揃っているようにみえる。またその手順や期間などの記載もなかった。鳥居たちは、提示方法（置き方や提示材料の数、影の処理など）を定めて事物認識訓練の実験を行った(1972年10月)。
| 様々な時計 |  | 様々な時計 |  | 様々な時計 |
| 様々な時計 |  |            |  |            |

論文ではストップウォッチが例としてとりあげられている。1年1ヵ月の間に5回の反復観察を行った結果、「トケイみたい」まんなかの「細いもの(時計の針)」を認識できるようになり、次の実験ではストップウォッチの縁の色が異なるものを提示したがやはり「トケイみたい」と認知し、今度は時計内の円く並んだ数字を「中の文字(読めないが)」が「グルリとあるので」と告げストップウォッチという個別特定ではないが「類」としての「トケイ」を識別できるに至った(被験者は最初から触覚ではストップウォッチと時計を明確に識別できている)。ここで開眼者はストップウォッチの縁の「色属性」を捨て全体の「丸み」と「真ん中のほそいもの(時計針)」といった「重み」の高い属性を採択し、さらに「丸く並んだ文字」という「決めての属性」抽出に至って類(カテゴリー)としての事物「トケイ」を識別し得るようになった。1年9ヵ月後に「時計かストップウォッチ」という段階に至っているが類(カテゴリー）としてのトケイから種(下位カテゴリー)としての「ストップウォッチ」という「個物」の特定には至らなかった。鳥居は「触れば(個物識別の)目標点に到達しているのだから眼だけでもやがてそれが可能になるはず」と記述している(『臨床認知心理学』（2008年）p.138)。個別認識の課題は後節でとりあげる「顔」一般と「特定人物」の識別にもつながる、低視力(弱視、ロービジョン)の開眼者にとって敷居の高い課題といえる。

#### 置き場所との関係
現実問題として先天盲開眼者は日常生活で必要な事物の識別にあたってどうするかというと、知覚だけではなく知力を使って実際的に対応している。鳥居は「実験室場面を離れると(*事物の特定の)状況は一変する」として被験者の言葉を紹介している。
「ものはそれがどこに在るかによって判断できる. テーブルの上に『クツ』などが置かれていたら, 私には分からない」（実験協力者TM)
|  |  |  |
|  |  |  |

「(駅で水呑み場を探すとき)プラットホームに在るものは(ベンチ, 柱, ゴミ箱, 水呑み場などに)限られている」(〃)
「道にあって, 赤くて四角いものだと, ポストだと分かる」（実験協力者KT）
日常生活では「赤くて」「四角い」と複数属性の組み合わせだけであっても、状況・場面を考え合わせることで事物の識別の「見当」をつけて低視力の開眼者たちは障害に対応し個別の解決を図っているのである。

### 社会的視覚
事物の弁別・識別と人間の弁別・識別は視覚生理学的には連続線上にあるが、開眼者や弱視者の「社会生活」にとって人の顔、表情、仕草などの弁別・識別は、対人関係と関わる「社会的視覚」として特別なカテゴリーをなす。

#### 他者認知

##### 対人弁別
|  |  |  |
|  |  |  |

視覚のみで先天盲開眼者が人を認知することは困難なようである。手術前の開眼者は人の呼吸音、声、体温、触覚などを手がかりに弁別していたのである(黙っている人を弁別する方法に「呼吸の仕方の違い」をあげた例もある(Latta症例)）。開眼後に視覚のみで人を弁別する手がかりの第一は「色」であり、例えば服の色などであるが、赤いショールの婦人を見かけて「あの赤いものはなに?」と尋ねた開眼者例(Wardrop症例)などのように色だけでは人間と事物を直ちに弁別することは難しいのである。また、こういった段階では「男女の区別は, 顔ではなく服の色でしている」とか、頭髪が黒くない金髪女性の顔写真では「髪がない……」、肌色が正面の加減でやや青く写っている写真では「ひとの顔みたいだけど, 色が違うので……」といったように色だけの指標では確実な識別に至らないことが示されている。鳥居は開眼者がひとの識別にいたる過程として
| 人の存在に気づく → 顔の部分的な特徴部分を捉える → 顔を見てひとを識別する → 表情の理解を試みる |

という順序性が想定できることを指摘している。

##### 顔・表情の弁別
顔
開眼前の先天盲者が人を弁別する指標としてよくあげられる「呼吸音」「声」は顔の中で特に口と関係し、口は感情に伴う変化(笑い)を自分で認知できる箇所として意味性が強いといえる。視覚を得た開眼後、最初に顔を認知する手がかりとして視覚的に変化の見やすい口を使う開眼者例は多い。
鳥居修晃・望月登志子報告例
被験者は写真を見て「肌色をしてるから, これ顔みたい」とぼんやり認知し、顔であることを実験者から告げられると、写真を改めて細部まで探索して「背広を着て、ネクタイをしめて、髪が短いので男性」と正確に答えたが、表情を問われると「口を少し開けているから、笑っているのではないかしら」と、やはり表情認知では口に手がかりを求めた。この被験者の顔識別実験は9年間に及び、9年経った時点でも写真による顔の認知は75%であった。ただ同被験者の(写真ではなく)実物の顔の識別は、年月とともに顔の大きさ、輪郭、眼の大小、眉や口の動きなどを認知するようになり、何度も会った人物を「見なれた顔」として初対面の人間との弁別で75%正答を出せるようになった。
また自分自身の顔(写真)の認知課題は、最初は「顔ではないでしょ?」「色から判断すると顔ですか?」「動物かしら」というレベルから、実験回数を重ねるにつれ「顎が短い顔」(輪郭検出)や「左眼が右眼に比べて大きい」(被験者の右眼は2～3歳頃白内障手術を受けたが眼球癆・帯状角膜変性により視力ゼロ、左眼は2度の手術を経て視力0.01)と報告するところまで進んだ。実験開始からおよそ一年半には概ね自分の顔写真を見誤らなくなったが、他者の顔にたいしては顔識別実験開始から5年たっても、すでに10年以上にわたって毎月1～2回会っている実験者の顔写真を「わたしとは違うひと」としか認識できなかった。
表情
同被験者が実験初期に認知できた表情は「笑い」のみであった。3年4ヵ月後には「笑い」「中立」「怒り」の3種類を識別できるようになった。しかし「悲しみ」「軽蔑」といった微妙な不快表情を加えた5種の識別課題に進むと、識別できるようになっていた表情も弁別できなくなる不安定な状態を示した、と望月・鳥居らは述べている。
開眼者自身の表情表出
共同実験開始から4年半経ったとき開眼者は自分の表情表出に関して「(*日常では)人の内面がどの程度顔に出てしまうのか分からないので、なるべく無表情にしている。自分の顔が見えないので、表情はなるべく顔にださないようにしている」と述べている。10年後研究者たちは、早期から晴眼者と大差なかった「笑い」の表情のほか、自分の子どもを叱っているときに生き生きした「怒り」の表情を示していたと報告している。
他者の表情の読みとりがうまくできない開眼者はその低視力ゆえに、情緒とその表出方法に関する社会的ルール(方法, 程度や場面など)の観察学習する機会をなかなか得られないため自らの情緒表出にも一定の制限がかかる、と鳥居・望月は想定し、表情の表出活動のうちには「社会的視覚」が想像以上に深く関与していることが示唆されると述べている(太字=原文)

#### 非言語コミュニケーションの認知
人間同士の交流の中で言語が占める割合は1/3で残りの2/3は非言語コミュニケーションが占めているともいわれる。先天盲では識知出来ない様々な動作・身振りは未知の世界であり、その意味を学習してこなかった開眼者はそういった人の非言語コミュニケーションを視覚的に識別できるだろうか。
望月の発表(1983年-望月・鳥居らが開眼者の協力によって非言語的コミュニケーション認知実験を始めたのは1976年10月)以前の、ゼンデンを初めとする先行報告には先天盲開眼者が人の動作をどう把握したかの記述はなかった。

##### 全身的動作・姿勢の認知
望月・鳥居らの実験(観察)は「開眼者が人の全身的な動作や姿勢それ自体を視覚的にどの程度認知できるか」という基本的なところから始められた。「動作」実験（実験者の腕の上げ下ろし、曲げ伸ばし、脚の開閉、胴体の前後倒しなどを一定の距離から被験者が観察し報告する）では腕の動きなどの方向弁別は初回でも可能であったが、動きを伴わない「静止条件」では全身的な姿勢の認知もできなかった。4年後にはある程度改善され、9年後には1～2,5m程度以内であれば「動作」で9割、「静止条件」でも7割以上識別できるようになった。
全身行動をある程度捉えられるようになると、指で特定対象を指す指差し行動の認知課題（ただし指と対象の距離があると両方を一度に把握するのが難しいため、顎や肩などを直接指示する形）に進んだ。静止の把握が動きに比べ難しい点は同じで、視覚対象が小さくなるにつれ正答率は全身動作の把握より下がった。

##### 事物の操作行動認知
例えば急須でお茶を注ぐといった「事物を操作する行動」は動作だけ見ても意図が理解しにくく、事物(お茶を注ぐ場合では“急須”)を認知することではじめて動作の意図がわかるため、動作と事物の両方を認知しなくてはならず、難易度が一段階高いといえる。鳥居たちが設定した課題は、 手でカップを口に運びコーヒーを飲む  鉛筆で紙に何かを書く などの動作を実験者が行うのを観察し「何をしているか」答えるものであった。対象に事物が含まれているため対象との距離は数メートルといった距離ではなく30cmから始められた。被験者は初回の実験では「何かを飲んでいる」という報告に留まった。10ヵ月後の実験は、静止した場面と動作過程を見せるものとに分けておこなわれた。動作を伴った時(動作随伴条件)の正答率は75%に上がったが、静止条件では「全く分からない」という結果だった。8年半後に行われた実験では、30～50cmで正答率はむしろやや下がっていた(64～71%)。ただし観察距離を80～110cmまで離しても71.4%を示し、静止条件でも68%の正答率を示した。
また、動作の意味(動作目的)の察知は、事物が認識可能な距離と連動していることが明白に示された（下表）。
紙をハサミで切る動作の認知実験
| 距離80cm | 手で何かをしている                                                                                |
| 〃 50cm  | 手に何かを持っている. 何であるかは手に隠れてわからない                                            |
| 〃 30cm  | ハサミで何かを切っている (ハサミの認知が「切る」という連想を導き、動作の意味理解へ結びついている) |

##### 身振り・手振り交信の認知
非言語コミュニケーション研究で人の身体動作は、表象的動作(言葉の代わりに意味を伝達する記号的な動作；たとえば海底でスキューバ・ダイバー同士が使う身振り手振りの合図、野球で使われるサインなど）、例示動作(言葉の伝達を強めるための付随動作；道案内の時に行き先を手で示す、賛同のうなずき、不同意の首の横振りのほか、絵や文字などもここに入る)、感情表出動作(表情や感情表出に伴う身体動作；がっかりしたときのうなだれ、手を叩いて喜ぶ、恐怖で震える、驚いたときの反応動作など)、言語調整動作(相手の発話を促したり規制したりする動作；相づちとしてのうなずき、身を乗り出す、など)、適応動作(伝達意図のない動作；-疲れたあとの大きな伸び、生理的なあくびの動作-など)に5分類される。 開眼者に対しては表象動作や例示動作・感情表出動作などの認知実験が行われた。
開眼者は、晴眼者が行う会話中の様々な動作や、身振り・手振りだけで行われる無言のサインの存在があること自体を認知していないか、言葉(たとえば“ピースサイン”や“バンザイ”といった言葉)を知識としては知っていても視覚経験の不在によりそれを映像的に想像することは不可能だった蓋然性が高い。
最初の実験では、手招きの動作― 肘から先を上下に動かす 禁止・否定の動作― 肘から先を左右に振る 否定・禁止の動作－ 両腕を前で交差させる(バッテンのポーズ)、の3つを被験者の前で実演してその意味を教示し、2週間後の実験から、Vサイン、親指と人差し指で作るOKサイン、人差し指で何かを「指示する」動作、肯定を示すうなづき、首を左右に振る「否定」の動作を加えて8種の身振りサインの識別課題実験をほぼ一年間、計7回おこなった。
結果的に、被験者がほぼ一年目の最後の実験で認知したのは「肘から先を左右に振る否定動作」（被験者の答え「ダメダメ」）、「首を左右に振る否定・禁止動作」（「イヤ」）の2つだけで、「うなずく肯定動作」には「アゴを動かしている」「意味はわからない」と答え、他は認知できなかった。

##### 姿勢にあらわれる情緒の認知
情緒を表す様々な姿勢、「考え込む」(ほおづえをつき顔を傾斜)、「悩む」(こめかみを指でおさえ、肘を他方の手で支持する)、「自信」(腕を前で組み、上体を後ろにそらす)、「注目・関心・興味」(体を前方に傾け、一点を見る)、「落胆」(うつむき、肩をおとす)、「拒否・拒絶」(a.顔を上へ向ける・b.横を向く) の認知実験が、身振り・手振り認知実験などと並行して行われた。
姿勢の認知実験初期、被験者は<悩み>に対し「肘をついてる」「頭を押してる」、<自信>の姿勢に「手を組んでいる」、<拒否a>に「横を向いた」など姿勢の変化や形態の視認には進展をみせていたが、その姿勢から気分・情緒を忖度することはなかった。実験を重ねるにつれて、たとえば<注目・関心(体を前に傾け一点を凝視)>に対し「おじぎをしている」という「行動の社会的意味の把握」の反応を示し、<自信>に対し「考えごとをしている？」といった人の身体形状に対しその人の精神状況を類推する志向を示すようになった。実験者らは「動作・姿勢に現れている人の気持ち・気分」を教示するとともに、実際に自分でその姿勢を実演させてその気分や情緒を尋ねるという過程を設けることで、他者の姿勢から情緒・気分を読みとる認知力の向上を図った。
半年以上の実験期間を経て、<拒否・拒絶 (b.顔を上げる)>に対し「ダメジャ！」、<自信>に対し「くたびれたー」など、身体の姿勢から対象の情緒をくみ取ろうとする反応も増えていった。しかし一定の姿勢以外では長期の実験期間後も、課題遂行に困難を示していた。

##### 非言語コミュニケーション実験による被験者の変化
全身的動作・姿勢の認知実験に伴ってあらわれた変化
開眼者は全身的動作の認知実験を受けることで初めて他者の動作への関心が生じ、日常生活の中でも人が電話(1970-80年代なので黒電話)を取るときの「上げたり下ろしたりする腕の動き」に注目するようになったり、姿勢認識実験を受けているうちに全盲の友人を、白杖の音が聞こえなくても立っているときの姿勢「じっと動かないで, 首を下げた姿勢で立っている人」で「待ち合わせをしてるのに, 誰かを探す動作をしていない人」を周囲から弁別すれば見つけられると気づいたことを報告している。
表象的動作の認知実験に伴ってあらわれた変化
全身の身体動作を捉えること自体が困難な段階から、身体の表象的動作(動作によってなんらかの象徴的な意味合いを伝達する)を捉える実験開始初期には、動作の意味を「まったく知らない」状態だった（初回の実験以後、まず身振りとその動作の意味は教えられた）。しかし意味教示を受けた後の2度目の実験で同じ動作の読み取り実験の時にもすべて「分からない」という答であった。しかし身振り・手振り実験をきっかけに被験者は「晴眼者が話をしながら身振りをするらしいことに気づいた」が、日常で人の身振りはまだよく見ていないし、意味もまったくわからなかった。
（盲人は）「嬉しいときに, 1人でくるくる回りながら, その場で跳んだりはねたり」することはあっても誰かに何かを伝えるために身振りをすることはない、「一般的に盲人は身体で気分を表現したり, それを読み取ったりしません. 声の調子でそれをしているのかもしれない」「何かを身振りで表現することは知っていましたが, 自分の動作が見えないので私はしたことがありません」と言っていたこの女性被験者は、非言語コミュニケーション実験を受けるようになってから身振り・手振りに興味をもち、なおかつ自身でもそれを試すようになっていった（3度目の実験ではじめてVサインを教わった被験者は自らもそれを試みようとした）。
4度目の実験のときには実験者らに、(自分の子どもを育てる立場になってから)「子どもは普通, バイバイと言いながら相手に手を振るらしい」ことを知ったと言い、「(*バイバイの動作)がわからないため, 自分の子に教えられなくて困っていた」が「近所の人に頼んで教えてもらってからは, 子どもがする動作を見て私も覚えた. 私も最近ようやく“バイバイ”ができるようになりました」と報告した。
姿勢にみられる情緒の認知実験に伴ってあらわれた開眼者の変化
自信・落胆・注目などのとき人がどういう姿勢をするのかと実験者に問われたあと、実演を求められた被験者は「動作はしないので分からない」と答えたが、<落胆>に対してはうなだれて肩を落とす動作をし、<拒否・拒絶>に対しては首を左右に振るなど晴眼者に近い動作を示した。
ほかの動作に関しても説明して自身に演じてもらい、何度か実験を続けると≪自信(腕組み)≫に「くたびれたー」、≪考え込む(頬杖をつき頭を傾ける)≫に「考え事をしているのかな……?」と、誤答・正答ふくめ姿勢が現す精神状態をそんたくする場合もあらわれたが、次の回では同じ頬杖姿勢に「顔が痛い」と答えた。
こうした被験者女性の変化過程を鳥居・望月は
- 身振りの表象的意味の認知
 1.身振りの動きや形状を主に捉える段階 →  2.身振りの伝達機能に関心を示す段階 →  3.身振りの意味を推理する段階
- 姿勢にみられる情緒の認知
 1.姿勢の形状のみを把握する段階 →  2.動作・姿勢の目的を推察する段階 →  3.動作・姿勢の模倣を通じて情緒を推察する段階 →  4.動作・姿勢を見て情緒を認知する段階

と分類した。ただし段階の進展では、ポーズによってはまったく成果なく終わったり、あるいは一度はできるようになった認知が次の実験時にはできなくなったりということもあり、順を追って着実に進展するというものではないことが実験結果から伺われる。
非言語コミュニケーション実験全体を通じての開眼者の変化
以前の実験では、視覚的認知は視力との結びつき(対象の大きさ、対象との距離)と課題達成とはきわめて強く連携していたといえる。
非言語コミュニケーションでもそのことは変わらないが、さらに同じ姿勢を見ても答が変わってくるというように、人の気持ちという視対象の非視覚的内容を読み取る実験は被験者に、コミュニケーションに対する新しい視点をもたらした。

| - 「実験の場面ではいつも, 自分の行動は先生方に見られている, ということ」を次第に意識するようになり、それによって「こちらも相手(実験者)を見るようになった」と述べた。 - その後、被験者は日常でも、以前は背中合わせに座った状態で話していた「友だちと一緒にいるときも相手を見て話すようになり」、「相手を見ながら話すと,“会話が続く”と感じるようになってきた」と変化を報告した。（【表情認知実験】の影響） |

| - 「相手を見るだけではなく, 昨年ぐらいから, 話している相手の動作も見るようになり」「あるとき自分も(晴眼者に)つられて, “うなずいている”ことに気づいた. そうしたら会話が楽しくなった」 - 「今では, ひとと話をするときには相手の顔がどちらを向いているのか必ず注意するようにしている」顔だけではなく身振り・ジェスチャーなどの視覚言語が対人交信に交えられることで「会話が長続きし, 弾み, より自然で, 楽しいものになった」(【姿勢・動作による情緒表現読み取り実験】の影響) |

こうした被験者の変化について、実験者(鳥居・望月ら)は“非言語的な交信情報の一部を認知し, 自らも表出することで交信行動は多層的に”なり、その変化がもたらしたものは“伝達内容の厳密化というよりも, むしろ情緒的内容の加味であった”と考察している

### 先天盲開眼研究の問題と展望
特定の開眼者の学習過程の追跡調査・報告には長期を要する（顔の判別へ至るのに十年以上を要した例もある）ため協力者(被験者)との関係構築が必須であり、そのための環境(複数の継続的な研究協力者や研究援助）が必要となる。鳥居・望月たちは「光のプレゼント」活動(その後読売光と愛の事業団)との関わりの中で研究を発展させた。
回復過程の研究はそのまま開眼リハビリの研究ともなり得る。これには眼外科医だけではなく、視能矯正学、心理学、脳研究、医療工学など学際的な研究が求められる。先天白内障は発見早期の手術が普及して先天白内障に由来する生来盲がそのまま先天盲となるケースは先進国では以前ほどではない(先天盲参照)。開眼治療が可能な先天盲と失明回復治療の技術が未確立なものとが現在はっきり分化しているため、先天盲(生来盲および早期失明から十年近く経過)からの開眼は既に行われているか、有効な開眼術がなく見通しがたっていないかに分かれて、先進国での先天盲回復事例は少なくなり、研究はまだ途上である。治療技術の未確立な失明因に対する新たな開眼方法が確立すれば新たに先天盲開眼からの回復者が増加し、開眼回復過程研究、視能矯正学、心理学、脳科学、医療工学などで視覚回復研究に新たな発展が見られるかもしれない。
現在、先天盲からの回復を組織的に研究しているのはインドで盲児を支援する“プロジェクト・プラカシュ(光)”(PROJECT PRAKASH)である。このプロジェクトにはアメリカのMIT(マサチューセッツ工科大学)などが協力して、脳科学的な観点も含めた研究が行われている。

## 関連文献・サイト
- Elizabeth Huber, Jason M. Webster. Alyssa A. Brewer, Donald I. A. MacLeod, Brian A. Wandell, geoffrey M. Boynton, Alex R. Wade, Ione Fine (March 3, 2015). “A Lack of Experience-Dependent Plasticity After More Than a Decade of Recovered Sight”. Psychological Science 26 (4).
- Radovan Šikl, Michal Šimecček, Michaela Porubanová-Norquist, Ondřej Bezdíček, Jan Kremláček, Pavel Stodůlka, Ione Fine, and Yuri Ostrovsky (2013). “Vision after 53 years of blindness”. Iperception (Pion Publications) 4 (8):  498–507. PMC 4129383.
- Yuri Ostrovsky, Ethan Meyers, Suma Ganesh, Umang Mathur, and Pawan Sinha (Dec 2009). “Visual parsing after recovery from blindness.” (PDF). PSYCHOLOGICAL SCIENCE 20 (12):  1484-1491.
- Richard Gregory and Jean Wallace (2001年3月). “Recovery from Early Blindness - A Case Study” (PDF). Reproduced from Experimental Psychology Society Monograph No. 2 1963.  .richardgregory.org>Papers on-line. 2016-3-6閲覧。
- オリヴァー・サックス 著、吉田利子 訳「「見えて」いても「見えない」」『火星の人類学者―脳神経科医と7人の奇妙な患者』（文庫(原著1995年、邦訳単行本1997年)）早川書房、2001年4月、167-222頁。ISBN 978-4150502515。[補 6]
- Alberto Valvo (1971年).  Leslie L Clark, Zofja S Jastrzembska: “Sight restoration after long-term blindness: the problems and behavior patterns of visual rehabilitation”.   American Foundation for the Blind. 2016-3-6閲覧。

### 補
1. ↑  (古代インド医学 & P.クトムビア, pp. 257–258)「外科医は適度の気温の朝,明るい場所で,膝の高さのベンチに腰掛け,自分より低い位地(*ママ)に固定して座らされ,入浴と食事をすませた患者に向き合う。患者の目を息で温め,親指で摩擦し,瞳孔(レンズ)が濁っているのを確かめた後,乱切刀(シャラーカ)を示指,中指,母指でしっかりと保持し,一方,患者に自分の鼻を見させ,頭を固定させる。黒目から1/2横指,外眼角から1/4横指のところで自然の孔隙(ひとみ)に乱切刀を挿入し上向きにあちこちへ動かす。左目の時は右手で,右目の時は左手で刺す。もし,正しく刺せばそこで音がし,痛みのないままに水滴が流出する。一方では患者を励まし,眼を人乳で潤し,痛みを起こさせぬように刃で眼球を掻爬する。それから眼球のなかの粘液をゆっくりと鼻の方へ押し出す,この時患者は鼻の方向にそれを引き寄せるようにしなければならない。病巣(ドーシャ)が固定的であっても,流動的であっても,外から眼に罨法を施す。もし患者が(示された)物を識別できれば,外科医はゆっくり乱切刀を抜き取り,患部に油をヒダした綿を当て,目を動かさないようにして患者を寝かせる」(古代インド外科医ヴァーグバタ記述)
2. ↑  2%の水溶液にして使った。ちなみに新大陸で発見されたコカインの研究を熱心にしていたのはフロイドである。(三島済一 & 『白内障手術の歴史』(連載第四回), pp. 1904–1905)
3. ↑  偶然ある空軍パイロットの眼球に戦闘機の風防ガラスの破片が刺さったとき、長期間その状態のままでも炎症が起きないことがわかったことでリドリーは眼内レンズを発想した。日本医療器機産業連合会スペシャルコンテンツ「私たちの暮らしと医療器機」第16回page1白内障になっても再び見えるように-眼内レンズ（2010年6月16日）] ,鈴木久晴「目の成人病 白内障 Part.3」4,手術(眼内レンズ)。（学校法人日本医科大学グループ）,宮本武「眼内レンズ 人工臓器-最近の進歩、"人工臓器"39巻3号、2010年] 以上すべて閲覧2015-9-4.
4. ↑  Marius von Senden :20世紀ドイツの心理学者。ハンブルク生まれ。キール大学でWittmann教授に師事、学位論文「Raum-und Gestaltaufassung bei operierten Blindgeborenen vor und der Operation」1932年(英語版タイトル「Space and Sight -The perception of space and shape in the congenitally blind before and after operation」1960年,邦訳『視覚発生論－先天盲開眼前後の触覚と視覚－』)で博士号を取得。ドイツ海軍で心理学者として数年勤務。生没年は不明である。(視覚発生論－先天盲開眼前後の触覚と視覚－』, pp. 3, 301)
5. ↑  『先天盲開眼者の視覚世界』p66～68「開眼少女TMの場合」は術後9年を過ぎてから「一回目の虹彩切除のあとの見え方が一番印象的だった.病室で灰皿が見えた云々」と語るようになったが、実際には、手術4ケ月後の検査記録に、”正方形の形はわからず「位置はわかる」、円形では「はっきりしない…何かあるらしい」と図領域を捉えることもできない様子を示した”と記されていた.
6. ↑  原作初出は「ニューヨーカー誌」（1993年）オリジナル英文OLIVER SACKS (1993年5月10日). “TO SEE AND NOT SEE” (PDF).   Willamette University. 2016年3月6日閲覧。or“TO SEE AND NOT SEE”.   CondÈNet The New yorker from the archive (Posted 2006-06-12). 2006年8月31日時点のオリジナルよりアーカイブ。2016年3月6日閲覧。
なお,この短編を原作とした映画が1999年にアメリカで製作されている.At First Sight (1999)(邦題「あなたが見えなくても」日本-劇場未公開)